# لي ويلسون
لي ويلسون (بالإنجليزية: Lee Wilson)‏ (21 أغسطس 1993 كيركالدي المملكة المتحدة - ) هو لاعب كرة قدم بريطاني يلعب كحارس مرمى.

## روابط خارجية
- لي ويلسون على موقع قاعدة بيانات كرة القدم.إي يو (الإنجليزية)
- لي ويلسون على موقع Soccerbase.com (لاعب) (الإنجليزية)
- لي ويلسون على موقع Soccerway.com (الإنجليزية)